# Metal Fatigue
Metal Fatigue är ett 3D realtidsstrategispel från 2000 utvecklat av Zono Inc och publicerat av Psygognis för Windows.
1. 1 2  Steam, 12 september 2003, Steam-ID: 888040, läst: 13 december 2023.[källa från Wikidata]